# Maria van Hongarije (1505-1558)

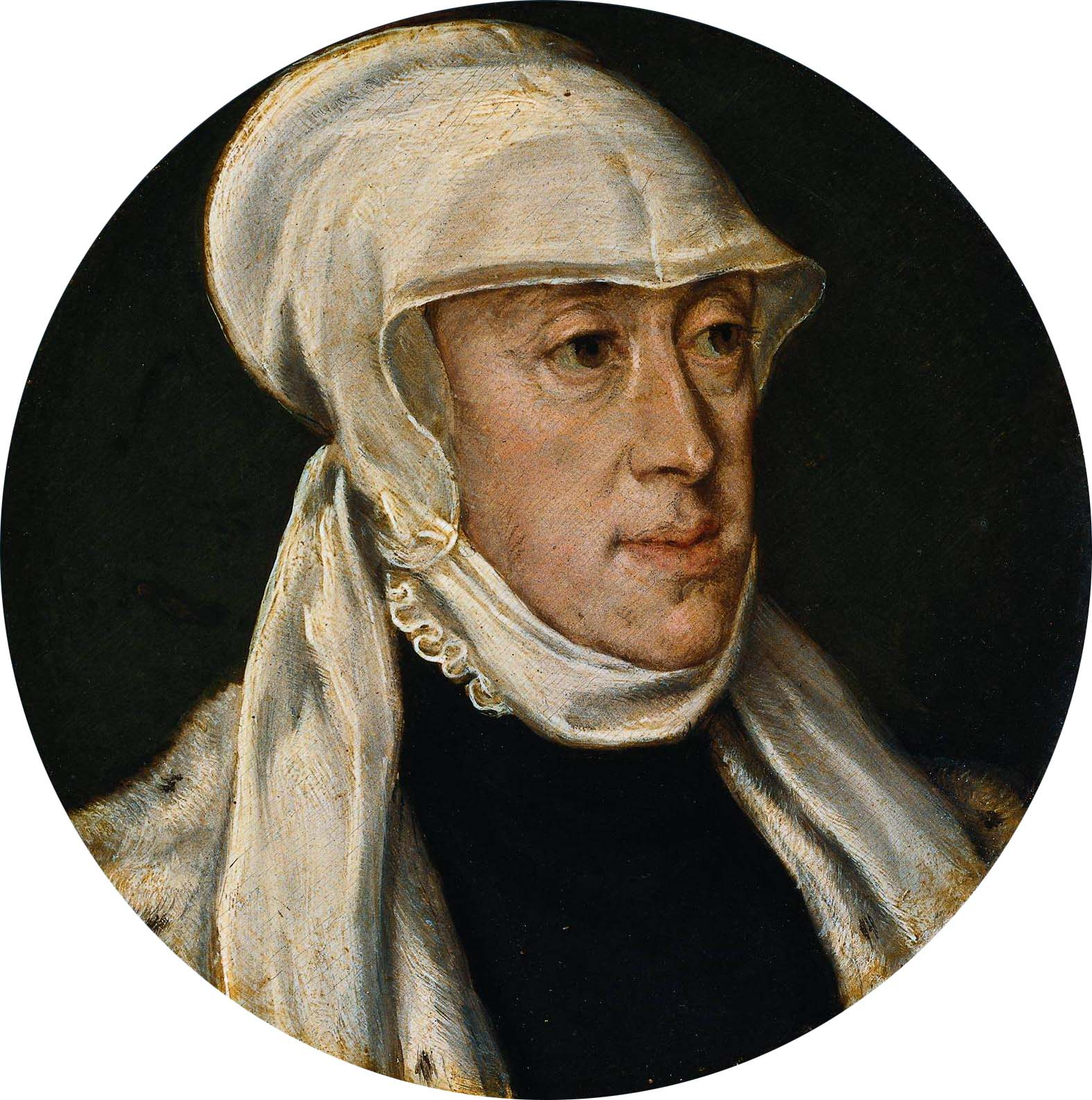
Maria van Hongarije, anoniem naar Titiaan.

wapen van Maria als koningin van Hongarije

Maria van Hongarijen, in Emanuel van Meteren: Historie.

Maria van Oostenrijk, koningin-weduwe van Hongarije (Brussel, 15 september 1505 — Cigales, 18 oktober 1558) was een dochter van Filips de Schone en Johanna van Castilië. Samen met haar broer, keizer Karel V en haar zussen Eleonora en Isabella werd ze in het Hof van Kamerijk te Mechelen opgevoed door haar tante Margaretha van Oostenrijk. Door haar huwelijk met Lodewijk II van Hongarije was ze koningin-gemalin van Hongarije en Bohemen (1522-1526) en na zijn dood op het slagveld werd ze landvoogdes van de Habsburgse Nederlanden (1530-1555).

## Huwelijk
Nog voor Maria haar eerste verjaardag gevierd had, werd ze door haar grootvader Maximiliaan I van Oostenrijk als bruid beloofd aan de op dat moment nog ongeboren eerste zoon van Wladislaus II, de koning van Hongarije en Bohemen. Op 1 juli 1506 werd haar toekomstige echtgenoot dan geboren, de latere koning Lodewijk II van Hongarije. De huwelijksinzegening vond op 22 juli 1515 in de Stephansdom in Wenen plaats tijdens een beroemde dubbele plechtigheid (de Wiener Doppelhochzeit), waarbij ook Maria's oudere broer Ferdinand werd uitgehuwelijkt aan Lodewijks oudere zus Anna. Maximiliaan was daarbij zelf plaatsvervanger voor zijn afwezige kleinzoon Ferdinand.
Van dan af werd Maria in Innsbruck op haar rol als koningin van Hongarije voorbereid. Voor de officiële voltrekking van het huwelijk voer Maria in het voorjaar van 1521 per schip van Linz naar Wenen en verder naar Boeda, waar Lodewijk zich ophield vanwege de acute Turkse dreiging. In 1522 werden ze in de echt verbonden. Slechts vier jaar later sneuvelde Lodewijk op 20-jarige leeftijd tijdens de gevechten tegen Süleyman I in de Slag bij Mohács (29 augustus 1526). Maria nam daarna het regentschap in Hongarije waar tot aan de kroning van de nieuwe koning, haar broer Ferdinand. Ze zou nooit meer hertrouwen.

## Landvoogdes van de Nederlanden

### Benoeming
Na de dood van haar tante Margaretha van Oostenrijk in 1530 werd Maria door haar broer Karel V aangesteld als landvoogdes van de Nederlanden. Tijdens haar regeringsperiode in deze gewesten gaf ze blijk van een enorme toewijding aan de keizer en bleef ze trouw aan de Bourgondisch-Habsburgse politiek. Zij bevorderde de territoriale eenmaking en versterking van het bestuur in de Nederlanden. De eenwording werd in 1543 voltooid, toen met het Traktaat van Venlo Gelre als laatste Nederlands gewest onder Habsburgs bestuur kwam.

### Franse invasies
De landvoogdes zag met zorgen de Franse expansiedrang van Frans I en Hendrik II aan. Ze drong bij de keizer dan ook herhaaldelijk, maar tevergeefs, aan op een preventieve aanval. Hij vond dat zij zich als vrouw niet met zulke zaken moest inlaten. Het Franse leger deed tijdens haar bestuur enkele invallen in Luxemburg en Henegouwen, onder meer in Binche, waar Maria een residentie had. In 1542 liet ze nabij Couvin, in het zuiden van Namen, een versterkte stad aanleggen die naar haar Mariembourg genoemd werd. In dezelfde bedreigde streek liet Maria de forten Charlemont en Philippeville optrekken, respectievelijk vernoemd naar haar broer Karel V en naar haar neef Filips II. De jonge Willem van Oranje adviseerde haar bij de keuze van de fortengordel.

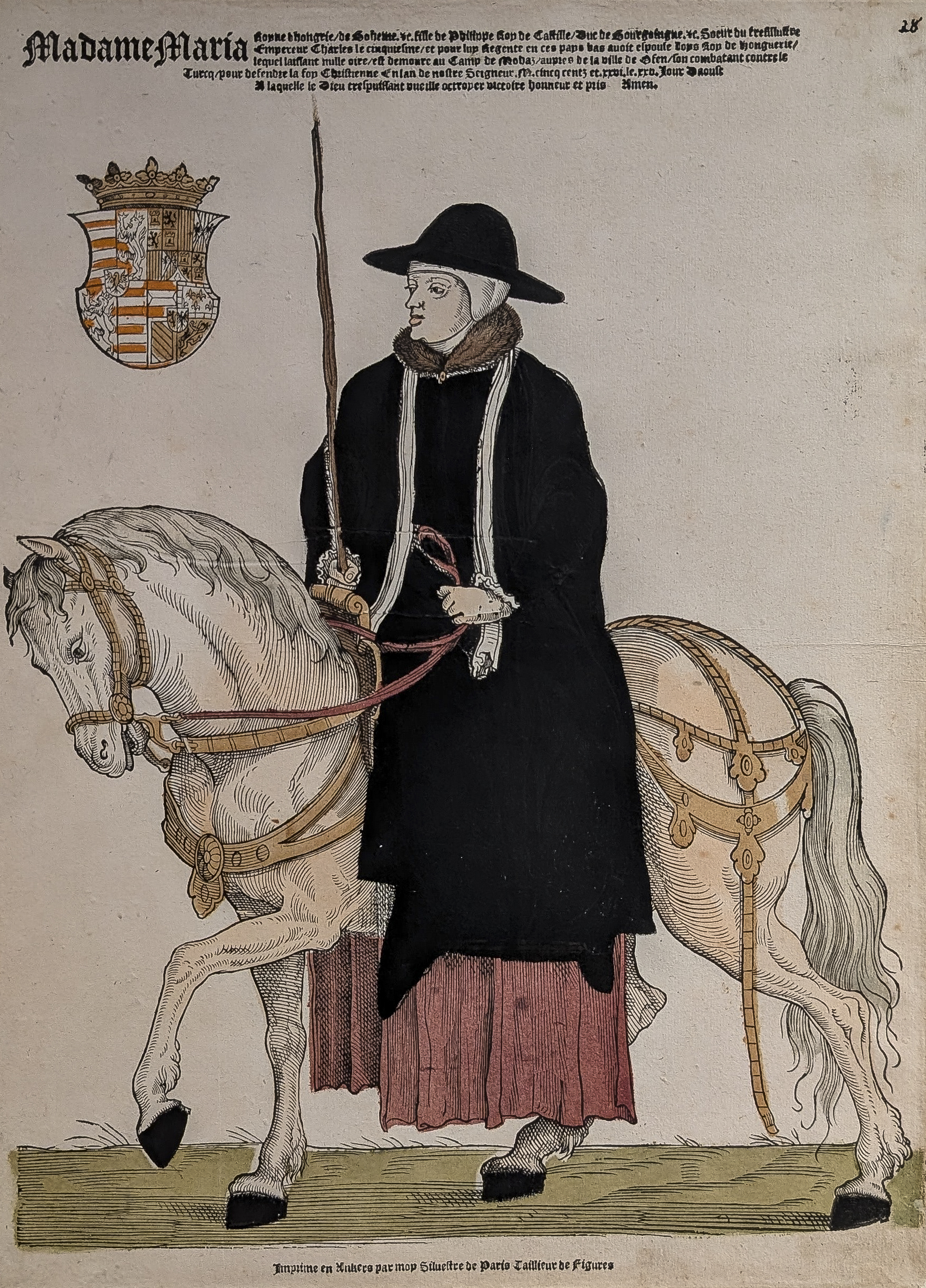
Ruiterportret van Maria van Hongarije door Cornelis Anthonisz. (ca. 1505-1553)

In de jaren 1551-1552 fulmineerde Maria tegen Maurits van Saksen, die een geheim akkoord sloot met Hendrik II van Frankrijk en enkele Duitse protestantse vorsten. Dit pact van Chambord, getekend op het kasteel van Chambord, was vijandig gericht tegen Maria's broer, keizer Karel V. Maria's militaire voorspelling kwam uit: de Franse troepen annexeerden de drie gebieden van de drie graaf-bisschoppen gelegen in het Rooms-Duitse Rijk. Het gaat om de Trois-Evêchés : Metz, Toul en Verdun. De Franse bedreiging van de Nederlanden bereikte haar hoogtepunt. Keizer Karel V begon schoorvoetend aan het beleg van Metz (oktober 1552 - januari 1553), want Maria raadde haar broer dit beleg van Metz af omdat het veel te duur zou worden. De keizer zette door. De keizer werd daar zo in het nauw gedreven, dat hij zonder de troepen en het geld van Maria van Hongarije de Fransen moeilijk het hoofd had kunnen bieden. Tot verstomming van zowel de Franse als haar eigen troepen verscheen ze zelf te paard op het slagveld, galopperend in zwart leren rijbroek en een zilveren borstpantser om haar soldaten aan te moedigen. De drie bisdommen bleven weliswaar formeel deel uitmaken van het Rooms-Duitse Rijk, doch politiek en militair gesproken was het voortaan het deel van het Franse koninkrijk. Als wraak vernietigden de troepen van Karel V, enkele maanden later, in april 1553, de rijke bisschopsstad Terwaan, een Franse enclave gelegen in het Habsburgse Artesië, letterlijk tot op de grond.

### Andere politieke problemen
Maria van Hongarije kreeg ook met economische, financiële en religieuze problemen in de Nederlanden te maken. Hoewel zij op godsdienstig gebied een voor die tijd vrij gematigd en opportunistisch standpunt had ingenomen - meermaals werden haar luthersgezinde sympathieën toegeschreven - liet zij de strenge plakkaten tegen de ketters van haar broer Karel V wel toepassen. Maria stond onder zware druk van haar broer Karel V, om hier en nu belastinggeld op te halen. Dit maakte de landvoogdes Maria weinig populair, alhoewel ze vindingrijk was in het binnenhalen van geld. Soms leende ze tegen rentes van 12% per jaar. In naam van de keizer deed ze regelmatig inspectierondes in de Nederlanden. Sommigen gaven haar hierbij de bijnaam "de amazone".

### Persoonlijkheid
Maria van Hongarije staat bekend als zeer begaafd en als een markante persoonlijkheid. Zij had een ruime belangstelling voor de humanistische studies en voor de kunst van de renaissance, die aan haar hof te Brussel een hoge opbloei kenden. Een van haar opmerkelijke trekjes was ook dat ze verslingerd was aan de jacht. In 1543 werd ze zelfs Opperjachtmeester van Brabant. Vaak verbleef ze in de Henegouwse stad Binche, in het paleis dat ze liet bouwen door de Bergense architect-beeldhouwer Jacques Dubrœucq. Ze verwierf ook een jachtgebied in het naburige dorp Morlanwelz, waar ze door dezelfde Jacques Dubrœucq een jachtpaviljoen liet bouwen dat naar haar "Mariemont" ('heuvel van Maria') genoemd werd. Beide kastelen werden echter al in 1554 door de troepen van Hendrik II van Frankrijk vernield, nog voor ze voltooid waren. Het was een wraakoefening van de Franse koning omwille van de militaire demarches van Maria in de Trois-Évêchés. Maria's broer keek niet om naar haar wanneer de Fransen haar kastelen in de as legden.
William Scrots was haar hofschilder. De valkerij van Maria was een van de meest gerenomeerde in haar tijd en leverde valken aan Europese hoven.

### Ontslag
Op 25 oktober 1555 legde ze tegelijk met het aftreden van Karel V haar bestuursfunctie over de Nederlanden neer. Toch bleef ze Filips II (vanaf 1555 heer der Nederlanden) en Emanuel Filibert van Savoye (1528-1580, landvoogd van de Nederlanden 1555-'59), die haar opvolgde, nog gedurende een jaar bijstaan.
Op 15 september 1556 nam ze samen met haar broer Karel en haar zus Eleonora in Vlissingen de boot richting Spanje. De Spaanse regentes Johanna van Habsburg, die Spanje bestuurde tijdens de reis van Filips II naar Engeland, moest niets weten van de goede raad van Maria; Johanna maakte dit duidelijk kenbaar aan Karel V èn Maria. Maria verliet Madrid en leefde op een kasteel nabij Simancas. Na de dood van Eleonora in februari 1558 en later dat jaar van Karel (op 21 september), werd Maria van Hongarije ernstig ziek. In haar testament laat ze alles na aan haar overleden broer Karel en dus aan de regerende vorst Filips II. Zij stierf op 18 oktober van hetzelfde jaar. Zij werd eerst begraven in het Sint-Benedictusklooster in Valladolid. Filips II liet haar stoffelijk overschot overbrengen naar het Escorial in Madrid.

## Kwartierstaat (voorouders)
| Keizer Frederik III (1415-1493) | Keizer Frederik III (1415-1493) | Keizer Frederik III (1415-1493) | Keizer Frederik III (1415-1493) | Keizer Frederik III (1415-1493)     | Keizer Frederik III (1415-1493)     | Eleonora Helena van Portugal (1434-1467) | Eleonora Helena van Portugal (1434-1467) | Eleonora Helena van Portugal (1434-1467) | Eleonora Helena van Portugal (1434-1467) | Eleonora Helena van Portugal (1434-1467) | Eleonora Helena van Portugal (1434-1467) |                              |                              | Karel de Stoute (1433-1477)  | Karel de Stoute (1433-1477)  | Karel de Stoute (1433-1477)      | Karel de Stoute (1433-1477)      | Karel de Stoute (1433-1477)      | Karel de Stoute (1433-1477)      | Isabella van Bourbon (1436-1465)  | Isabella van Bourbon (1436-1465)  | Isabella van Bourbon (1436-1465)  | Isabella van Bourbon (1436-1465)  | Isabella van Bourbon (1436-1465)  | Isabella van Bourbon (1436-1465)  |  |  | Johan II van Aragón (1398-1479) | Johan II van Aragón (1398-1479) | Johan II van Aragón (1398-1479) | Johan II van Aragón (1398-1479) | Johan II van Aragón (1398-1479)     | Johan II van Aragón (1398-1479)     | Johanna Enríquez (1425-1468)        | Johanna Enríquez (1425-1468)        | Johanna Enríquez (1425-1468)        | Johanna Enríquez (1425-1468)        | Johanna Enríquez (1425-1468)     | Johanna Enríquez (1425-1468)     |                                  |                                  | Johan II van Castilië (1405-1454) | Johan II van Castilië (1405-1454) | Johan II van Castilië (1405-1454)   | Johan II van Castilië (1405-1454)   | Johan II van Castilië (1405-1454)   | Johan II van Castilië (1405-1454)   | Isabella van Portugal (1428-1496)   | Isabella van Portugal (1428-1496)   | Isabella van Portugal (1428-1496) | Isabella van Portugal (1428-1496) | Isabella van Portugal (1428-1496) | Isabella van Portugal (1428-1496) |  |  |  |  |  |  |  |  |  |  |  |  |  |  |  |  |  |  |  |  |  |  |  |  |  |  |  |  |  |  |  |  |  |  |  |  |  |  |  |  |  |  |  |  |  |  |  |  |
| Keizer Frederik III (1415-1493) | Keizer Frederik III (1415-1493) | Keizer Frederik III (1415-1493) | Keizer Frederik III (1415-1493) | Keizer Frederik III (1415-1493)     | Keizer Frederik III (1415-1493)     | Eleonora Helena van Portugal (1434-1467) | Eleonora Helena van Portugal (1434-1467) | Eleonora Helena van Portugal (1434-1467) | Eleonora Helena van Portugal (1434-1467) | Eleonora Helena van Portugal (1434-1467) | Eleonora Helena van Portugal (1434-1467) |                              |                              | Karel de Stoute (1433-1477)  | Karel de Stoute (1433-1477)  | Karel de Stoute (1433-1477)      | Karel de Stoute (1433-1477)      | Karel de Stoute (1433-1477)      | Karel de Stoute (1433-1477)      | Isabella van Bourbon (1436-1465)  | Isabella van Bourbon (1436-1465)  | Isabella van Bourbon (1436-1465)  | Isabella van Bourbon (1436-1465)  | Isabella van Bourbon (1436-1465)  | Isabella van Bourbon (1436-1465)  |  |  | Johan II van Aragón (1398-1479) | Johan II van Aragón (1398-1479) | Johan II van Aragón (1398-1479) | Johan II van Aragón (1398-1479) | Johan II van Aragón (1398-1479)     | Johan II van Aragón (1398-1479)     | Johanna Enríquez (1425-1468)        | Johanna Enríquez (1425-1468)        | Johanna Enríquez (1425-1468)        | Johanna Enríquez (1425-1468)        | Johanna Enríquez (1425-1468)     | Johanna Enríquez (1425-1468)     |                                  |                                  | Johan II van Castilië (1405-1454) | Johan II van Castilië (1405-1454) | Johan II van Castilië (1405-1454)   | Johan II van Castilië (1405-1454)   | Johan II van Castilië (1405-1454)   | Johan II van Castilië (1405-1454)   | Isabella van Portugal (1428-1496)   | Isabella van Portugal (1428-1496)   | Isabella van Portugal (1428-1496) | Isabella van Portugal (1428-1496) | Isabella van Portugal (1428-1496) | Isabella van Portugal (1428-1496) |  |  |  |  |  |  |  |  |  |  |  |  |  |  |  |  |  |  |  |  |  |  |  |  |  |  |  |  |  |  |  |  |  |  |  |  |  |  |  |  |  |  |  |  |  |  |  |  |
|                                 |                                 |                                 |                                 |                                     |                                     |                                          |                                          |                                          |                                          |                                          |                                          |                              |                              |                              |                              |                                  |                                  |                                  |                                  |                                   |                                   |                                   |                                   |                                   |                                   |  |  |                                 |                                 |                                 |                                 |                                     |                                     |                                     |                                     |                                     |                                     |                                  |                                  |                                  |                                  |                                   |                                   |                                     |                                     |                                     |                                     |                                     |                                     |                                   |                                   |                                   |                                   |  |  |  |  |  |  |  |  |  |  |  |  |  |  |  |  |  |  |  |  |  |  |  |  |  |  |  |  |  |  |  |  |  |  |  |  |  |  |  |  |  |  |  |  |  |  |  |  |
|                                 |                                 |                                 |                                 | Keizer Maximiliaan I (1459-1519)    | Keizer Maximiliaan I (1459-1519)    | Keizer Maximiliaan I (1459-1519)         | Keizer Maximiliaan I (1459-1519)         | Keizer Maximiliaan I (1459-1519)         | Keizer Maximiliaan I (1459-1519)         |                                          |                                          |                              |                              |                              |                              | Maria van Bourgondië (1457-1482) | Maria van Bourgondië (1457-1482) | Maria van Bourgondië (1457-1482) | Maria van Bourgondië (1457-1482) | Maria van Bourgondië (1457-1482)  | Maria van Bourgondië (1457-1482)  |                                   |                                   |                                   |                                   |  |  |                                 |                                 |                                 |                                 | Ferdinand II van Aragon (1452-1516) | Ferdinand II van Aragon (1452-1516) | Ferdinand II van Aragon (1452-1516) | Ferdinand II van Aragon (1452-1516) | Ferdinand II van Aragon (1452-1516) | Ferdinand II van Aragon (1452-1516) |                                  |                                  |                                  |                                  |                                   |                                   | Isabella I van Castilië (1451-1504) | Isabella I van Castilië (1451-1504) | Isabella I van Castilië (1451-1504) | Isabella I van Castilië (1451-1504) | Isabella I van Castilië (1451-1504) | Isabella I van Castilië (1451-1504) |                                   |                                   |                                   |                                   |  |  |  |  |  |  |  |  |  |  |  |  |  |  |  |  |  |  |  |  |  |  |  |  |  |  |  |  |  |  |  |  |  |  |  |  |  |  |  |  |  |  |  |  |  |  |  |  |
|                                 |                                 |                                 |                                 | Keizer Maximiliaan I (1459-1519)    | Keizer Maximiliaan I (1459-1519)    | Keizer Maximiliaan I (1459-1519)         | Keizer Maximiliaan I (1459-1519)         | Keizer Maximiliaan I (1459-1519)         | Keizer Maximiliaan I (1459-1519)         |                                          |                                          |                              |                              |                              |                              | Maria van Bourgondië (1457-1482) | Maria van Bourgondië (1457-1482) | Maria van Bourgondië (1457-1482) | Maria van Bourgondië (1457-1482) | Maria van Bourgondië (1457-1482)  | Maria van Bourgondië (1457-1482)  |                                   |                                   |                                   |                                   |  |  |                                 |                                 |                                 |                                 | Ferdinand II van Aragon (1452-1516) | Ferdinand II van Aragon (1452-1516) | Ferdinand II van Aragon (1452-1516) | Ferdinand II van Aragon (1452-1516) | Ferdinand II van Aragon (1452-1516) | Ferdinand II van Aragon (1452-1516) |                                  |                                  |                                  |                                  |                                   |                                   | Isabella I van Castilië (1451-1504) | Isabella I van Castilië (1451-1504) | Isabella I van Castilië (1451-1504) | Isabella I van Castilië (1451-1504) | Isabella I van Castilië (1451-1504) | Isabella I van Castilië (1451-1504) |                                   |                                   |                                   |                                   |  |  |  |  |  |  |  |  |  |  |  |  |  |  |  |  |  |  |  |  |  |  |  |  |  |  |  |  |  |  |  |  |  |  |  |  |  |  |  |  |  |  |  |  |  |  |  |  |
|                                 |                                 |                                 |                                 |                                     |                                     |                                          |                                          |                                          |                                          | Filips de Schone (1478-1506)             | Filips de Schone (1478-1506)             | Filips de Schone (1478-1506) | Filips de Schone (1478-1506) | Filips de Schone (1478-1506) | Filips de Schone (1478-1506) |                                  |                                  |                                  |                                  |                                   |                                   |                                   |                                   |                                   |                                   |  |  |                                 |                                 |                                 |                                 |                                     |                                     |                                     |                                     |                                     |                                     | Johanna van Castilië (1479-1555) | Johanna van Castilië (1479-1555) | Johanna van Castilië (1479-1555) | Johanna van Castilië (1479-1555) | Johanna van Castilië (1479-1555)  | Johanna van Castilië (1479-1555)  |                                     |                                     |                                     |                                     |                                     |                                     |                                   |                                   |                                   |                                   |  |  |  |  |  |  |  |  |  |  |  |  |  |  |  |  |  |  |  |  |  |  |  |  |  |  |  |  |  |  |  |  |  |  |  |  |  |  |  |  |  |  |  |  |  |  |  |  |
|                                 |                                 |                                 |                                 |                                     |                                     |                                          |                                          |                                          |                                          | Filips de Schone (1478-1506)             | Filips de Schone (1478-1506)             | Filips de Schone (1478-1506) | Filips de Schone (1478-1506) | Filips de Schone (1478-1506) | Filips de Schone (1478-1506) |                                  |                                  |                                  |                                  |                                   |                                   |                                   |                                   |                                   |                                   |  |  |                                 |                                 |                                 |                                 |                                     |                                     |                                     |                                     |                                     |                                     | Johanna van Castilië (1479-1555) | Johanna van Castilië (1479-1555) | Johanna van Castilië (1479-1555) | Johanna van Castilië (1479-1555) | Johanna van Castilië (1479-1555)  | Johanna van Castilië (1479-1555)  |                                     |                                     |                                     |                                     |                                     |                                     |                                   |                                   |                                   |                                   |  |  |  |  |  |  |  |  |  |  |  |  |  |  |  |  |  |  |  |  |  |  |  |  |  |  |  |  |  |  |  |  |  |  |  |  |  |  |  |  |  |  |  |  |  |  |  |  |
|                                 |                                 |                                 |                                 |                                     |                                     |                                          |                                          |                                          |                                          |                                          |                                          |                              |                              |                              |                              |                                  |                                  |                                  |                                  |                                   |                                   |                                   |                                   |                                   |                                   |  |  |                                 |                                 |                                 |                                 |                                     |                                     |                                     |                                     |                                     |                                     |                                  |                                  |                                  |                                  |                                   |                                   |                                     |                                     |                                     |                                     |                                     |                                     |                                   |                                   |                                   |                                   |  |  |  |  |  |  |  |  |  |  |  |  |  |  |  |  |  |  |  |  |  |  |  |  |  |  |  |  |  |  |  |  |  |  |  |  |  |  |  |  |  |  |  |  |  |  |  |  |
|                                 |                                 |                                 |                                 |                                     |                                     |                                          |                                          |                                          |                                          |                                          |                                          |                              |                              |                              |                              |                                  |                                  |                                  |                                  |                                   |                                   |                                   |                                   |                                   |                                   |  |  |                                 |                                 |                                 |                                 |                                     |                                     |                                     |                                     |                                     |                                     |                                  |                                  |                                  |                                  |                                   |                                   |                                     |                                     |                                     |                                     |                                     |                                     |                                   |                                   |                                   |                                   |  |  |  |  |  |  |  |  |  |  |  |  |  |  |  |  |  |  |  |  |  |  |  |  |  |  |  |  |  |  |  |  |  |  |  |  |  |  |  |  |  |  |  |  |  |  |  |  |
|                                 |                                 |                                 |                                 | Eleonora van Oostenrijk (1498-1558) | Eleonora van Oostenrijk (1498-1558) | Eleonora van Oostenrijk (1498-1558)      | Eleonora van Oostenrijk (1498-1558)      | Eleonora van Oostenrijk (1498-1558)      | Eleonora van Oostenrijk (1498-1558)      |                                          |                                          | Keizer Karel V (1500-1558)   | Keizer Karel V (1500-1558)   | Keizer Karel V (1500-1558)   | Keizer Karel V (1500-1558)   | Keizer Karel V (1500-1558)       | Keizer Karel V (1500-1558)       |                                  |                                  | Isabella van Habsburg (1501-1526) | Isabella van Habsburg (1501-1526) | Isabella van Habsburg (1501-1526) | Isabella van Habsburg (1501-1526) | Isabella van Habsburg (1501-1526) | Isabella van Habsburg (1501-1526) |  |  | Keizer Ferdinand I (1503-1564)  | Keizer Ferdinand I (1503-1564)  | Keizer Ferdinand I (1503-1564)  | Keizer Ferdinand I (1503-1564)  | Keizer Ferdinand I (1503-1564)      | Keizer Ferdinand I (1503-1564)      |                                     |                                     | Maria van Hongarije (1505-1558)     | Maria van Hongarije (1505-1558)     | Maria van Hongarije (1505-1558)  | Maria van Hongarije (1505-1558)  | Maria van Hongarije (1505-1558)  | Maria van Hongarije (1505-1558)  |                                   |                                   | Catharina van Habsburg (1507-1578)  | Catharina van Habsburg (1507-1578)  | Catharina van Habsburg (1507-1578)  | Catharina van Habsburg (1507-1578)  | Catharina van Habsburg (1507-1578)  | Catharina van Habsburg (1507-1578)  |                                   |                                   |                                   |                                   |  |  |  |  |  |  |  |  |  |  |  |  |  |  |  |  |  |  |  |  |  |  |  |  |  |  |  |  |  |  |  |  |  |  |  |  |  |  |  |  |  |  |  |  |  |  |  |  |

## Verder lezen
- Bob van den Boogert en Jacqueline Kerkhoff (eds.), Maria van Hongarije: koningin tussen keizers en kunstenaars, 1505-1558, 1993. ISBN 9789066304215
- Laetitia V.G. Gorter-Van Royen, Maria van Hongarije, regentes der Nederlanden. Een politieke analyse op basis van haar regentschapsordonnanties en haar correspondentie met Karel V, 1995. ISBN 9065503943
- Jacqueline Kerkhoff, Maria van Hongarije en haar hof 1505-1558. Tot plichtsbetrachting uitverkoren, 2008. ISBN 9789065509413